# کاترین ویتنی
کاترین جین ویتنی (متولد شیکاگو، ایلینوی) خواننده جاز، آهنگساز و ترانه‌سرای آمریکایی است. او ترانه‌سرای فردی هوبارد ترومپتوز بود. او با بسیاری از نوازندگان شیکاگو از جمله فون فریمن، جان یانگ، جودی کریستین، جان بانی، ریچی کول، رابرت شای، تامی موئلنر، رستی جونز، خوزه والدز، آرنولد گیتارد و جانی فارن کار کرده است.